# Gonocarpus confertifolius
Gonocarpus confertifolius är en slingeväxtart som först beskrevs av F. Müll., och fick sitt nu gällande namn av Orch.. Gonocarpus confertifolius ingår i släktet Gonocarpus och familjen slingeväxter. Utöver nominatformen finns också underarten G. c. helmsii.